# Wilfried Soltau
Wilfried Soltau (* 17. Juni 1912 in Hamburg; † 27. September 1995 in Süsel) war ein deutscher Kanute. Er nahm 1952 und 1956 an den Olympischen Spielen teil und gewann zwei Bronzemedaillen.

## Karriere
Soltau gewann 1937 seinen ersten Deutschen Meistertitel, als er mit Heinz Osenbrüg im Zweier-Canadier über 1000 Meter erfolgreich war. 
Nach dem Zweiten Weltkrieg gehörte Wilfried Soltau zu den stärksten Canadier-Fahrern. Bis 1956 gewann er weitere 13 Deutsche Meistertitel im Zweier-Canadier über 1000 und 10.000 Meter und wurde mit der Mannschaft des Hamburger Kanu-Clubs viermal deutscher Mannschaftsmeister. Ab 1952 trat er zusammen mit dem 14 Jahre jüngeren Egon Drews an. Bei den Olympischen Spielen 1952 in Helsinki gewannen Drews und Soltau sowohl auf der 1000-Meter-Strecke als auch über die 10.000-Meter-Distanz die Bronzemedaille. 1954 erhielten die beiden die Bronzemedaille über 1000 Meter bei den Weltmeisterschaften. Im Alter von 44 Jahren trat Soltau auch bei den Olympischen Spielen 1956 in Melbourne noch einmal an und belegte mit Drews den vierten Platz über 10.000 Meter. 
Am 27. Juli 1952 verlieh ihm der Bundespräsident das Silberne Lorbeerblatt.

## Deutsche Meistertitel
- Zweier-Canadier 1000 Meter: 1937, 1950, 1952, 1953, 1954, 1956
- Zweier-Canadier 10.000 Meter: 1947, 1949, 1950, 1952, 1953, 1954, 1955, 1956
- Mannschaft: 1949, 1951, 1952, 1954